# Rally de Ypres de 2022
El Rally de Ypres de 2022, oficialmente 57. Ardeca Ypres Rally Belgium, fue la novena ronda de la temporada 2022 del Campeonato Mundial de Rally. Se celebró del 18 al 21 de agosto y contó con un itinerario de veinte tramos sobre asfalto que sumaron un total de 281.58 km cronometrados. Fue también la novena ronda de los campeonatos WRC2 y WRC 3.
El ganador de la prueba fue el estonio Ott Tänak quien obtuvo en Bélgica su segunda victoria consecutiva tras la conseguida dos semanas atrás en Finlandia y su tercera de la temporada. Tänak se aprovecho del accidente que tuvo su compañero de equipo, Thierry Neuville quien marchaba primero hasta que se quedó atrapado en una zanja dándole el líderato de la prueba al estonio quien no lo tuvo nada fácil al tener al británico Elfyn Evans, en un rival difícil en su búsqueda de la victoria. Tänak finalmente ganó la prueba por solo 5 segundos de margen sobre Evans y por más de 1 minuto y medio sobre el compañero de Evans, Esapekka Lappi quien terminó en la tercera posición gracias al accidente de Neuville. Tänak volvió a ganar dos carreras seguidas tres años después de haberlo logradó po última vez al ganar los rallys de Finlandia y Alemania de 2019.
En el WRC-2, el francés Stéphane Lefebvre volvió a la victoria en la categoría de plata más de siete años después de su última voctoria en el Rally de Montecarlo de 2015, Lefebvre tomó el liderato del rally en la segunda etapa del evento y no lo solto hasta la victoria a pesar de contar con un rival como lo fue el campeón defensor Andreas Mikkelsen, quien le brindo batalla aunque sin poder vencer al galo. Yohan Rossel compatriota de Lefebvre, terminó en la tercera plaza sin ritmo para competir con los dos primeros y sin confianza en las zonas más rápidas del evento tuvo que conformarse con el último escalon del podio.
En el WRC-3, el checo Jan Černý se hizo con su segunda victoria de la temporada en territorio bélga, en un dominio aplastante de la categoría Černý ganó todas las etrapas cronometradas sin tener ningún tipo de oposición debido a su gran ritmo y a los problemas sufridos por sus rivales. Los otros dos inscriptos de la categoría no pudieron con Černý, con Zoltán László, sin ritmo para competir con el checo, terminando segundo y Enrico Brazzoli, con problemas tanto el viernes como el sábado, terminando tercero.

## Lista de inscritos
| Num.                       | Piloto                                                        | Copiloto                                                             | Automóvil              | Equipo                     | Neu. |
| -------------------------- | ------------------------------------------------------------- | -------------------------------------------------------------------- | ---------------------- | -------------------------- | ---- |
| 2                          | Oliver Solberg                                                | Elliott Edmondson                                                    | Hyundai i20 N Rally1   | Hyundai Shell Mobis WRT    | P    |
| 4                          | Esapekka Lappi                                                | Janne Ferm                                                           | Toyota GR Yaris Rally1 | Toyota Gazoo Racing WRT    | P    |
| 8                          | Ott Tänak                                                     | Martin Järveoja                                                      | Hyundai i20 N Rally1   | Hyundai Shell Mobis WRT    | P    |
| 11                         | Thierry Neuville                                              | Martijn Wydaeghe                                                     | Hyundai i20 N Rally1   | Hyundai Shell Mobis WRT    | P    |
| 16                         | Adrien Fourmaux                                               | Alexandre Coria                                                      | Ford Puma Rally1       | M-Sport Ford WRT           | P    |
| 18                         | Takamoto Katsuta                                              | Aaron Johnston                                                       | Toyota GR Yaris Rally1 | Toyota Gazoo Racing WRT NG | P    |
| 33                         | Elfyn Evans                                                   | Scott Martin                                                         | Toyota GR Yaris Rally1 | Toyota Gazoo Racing WRT    | P    |
| 42                         | Craig Breen                                                   | Paul Nagle                                                           | Ford Puma Rally1       | M-Sport Ford WRT           | P    |
| 44                         | Gus Greensmith                                                | Jonas Andersson                                                      | Ford Puma Rally1       | M-Sport Ford WRT           | P    |
| 69                         | Kalle Rovanperä                                               | Jonne Halttunen                                                      | Toyota GR Yaris Rally1 | Toyota Gazoo Racing WRT    | P    |
| World Rally Championship 2 |                                                               |                                                                      |                        |                            |      |
| 20                         | Andreas Mikkelsen                                             | Torstein Eriksen                                                     | Škoda Fabia Rally2 Evo | Toksport WRT               | P    |
| 21                         | Yohan Rossel                                                  | Valentin Sarreaud                                                    | Citroën C3 Rally2      | PH Sport                   | P    |
| 23                         | Jari Huttunen                                                 | Mikko Lukka                                                          | Ford Fiesta Rally2     | M-Sport Ford WRT           | P    |
| 24                         | Stéphane Lefebvre                                             | Andy Malfoy                                                          | Citroën C3 Rally2      | Stéphane Lefebvre          | P    |
| 25                         | Grégoire Munster                                              | Louis Louka                                                          | Hyundai i20 N Rally2   | Grégoire Munster           | P    |
| 26                         | Vincent Verschueren                                           | Filip Cuvelier                                                       | Volkswagen Polo GTI R5 | Vincent Verschueren        | P    |
| 27                         | Davy Vanneste                                                 | Kris D'alleine                                                       | Citroën C3 Rally2      | Davy Vanneste              | P    |
| 28                         | Freddy Loix                                                   | Pieter Tsjoen                                                        | Škoda Fabia Rally2 Evo | Freddy Loix                | P    |
| 29                         | Marco Bulacia                                                 | Diego Vallejo                                                        | Škoda Fabia Rally2 Evo | Toksport WRT               | P    |
| 30                         | Pieter Jan Michiel Cracco                                     | Jasper Vermeulen                                                     | Hyundai i20 N Rally2   | Pieter Jan Michiel Cracco  | P    |
| 31                         | Chris Ingram                                                  | Craig Drew                                                           | Škoda Fabia Rally2 Evo | Chris Ingram               | P    |
| 32                         | Josh McErlean                                                 | James Fulton                                                         | Hyundai i20 N Rally2   | Josh McErlean              | P    |
| 34                         | Niels Reynvoet                                                | Diederik Pattyn                                                      | Škoda Fabia Rally2 Evo | Niels Reynvoet             | P    |
| 36                         | Armin Kremer                                                  | Timo Gottschalk                                                      | Škoda Fabia Rally2 Evo | Armin Kremer               | P    |
| 37                         | Olivier Burri                                                 | Anderson Levratti                                                    | Hyundai i20 N Rally2   | Olivier Burri              | P    |
| 38                         | Neil Simpson                                                  | Michael Gibson                                                       | Škoda Fabia Rally2 Evo | Neil Simpson               | P    |
| 39                         | Osamu Fukunaga                                                | Misako Saida                                                         | Škoda Fabia Rally2 Evo | Osamu Fukunaga             | P    |
| 40                         | Eamonn Boland                                                 | MJ                                                                   | Ford Fiesta Rally2     | Eamonn Boland              | P    |
| 41                         | Miguel Díaz-Aboitiz                                           | Jordi Hereu                                                          | Škoda Fabia Rally2 Evo | Miguel Díaz-Aboitiz        | P    |
| 43                         | Henk Vossen                                                   | Hans van Goor                                                        | Ford Fiesta R5         | Henk Vossen                | P    |
| 50                         | Sébastien Bedoret                                             | François Gilbert                                                     | Škoda Fabia Rally2 Evo | Sébastien Bedoret          | P    |
| World Rally Championship 3 |                                                               |                                                                      |                        |                            |      |
| 45                         | Jan Černý                                                     | Tom Woodburn                                                         | Ford Fiesta Rally3     | Jan Černý                  | P    |
| 46                         | Enrico Brazzoli                                               | Manuel Fenoli                                                        | Ford Fiesta Rally3     | Enrico Brazzoli            | P    |
| 47                         | Zoltán László                                                 | Tamás Kürti                                                          | Ford Fiesta Rally3     | Zoltán László              | P    |
| World Rally Championship   |                                                               |                                                                      |                        |                            |      |
| 22                         | [[Archivo:ANA flag (2017).svg\|border\|20px]] Nikolay Gryazin | [[Archivo:ANA flag (2017).svg\|border\|20px]] Konstantin Aleksandrov | Škoda Fabia Rally2 Evo | Toksport WRT 2             | P    |
| 51                         | Jos Verstappen                                                | Harm van Koppen                                                      | Citroën C3 Rally2      | Jos Verstappen             | P    |
| 58                         | Sami Pajari                                                   | Enni Mälkönen                                                        | Ford Fiesta Rally3     | Sami Pajari                | P    |
| Fuente: ewrc-results.com   |                                                               |                                                                      |                        |                            |      |

## Itinerario
| Día                      | Tramo | Nombre                     | Distancia | Ganador de la etapa                                                   | Automóvil                                   | Tiempo  | Líder de la general |
| ------------------------ | ----- | -------------------------- | --------- | --------------------------------------------------------------------- | ------------------------------------------- | ------- | ------------------- |
| Día 1 (18 de agosto)     | -     | Nieuwkerke (Shakedown)     | 7.34 km   | Thierry Neuville                                                      | Hyundai i20 N Rally1                        | 3:44.4  | -                   |
| Día 2 (19 de agosto)     | SS1   | Vleteren 1                 | 11.97 km  | Kalle Rovanperä                                                       | Toyota GR Yaris Rally1                      | 6:08.2  | Kalle Rovanperä     |
| Día 2 (19 de agosto)     | SS2   | Westouter-Boeschepe 1      | 19.60 km  | Thierry Neuville                                                      | Hyundai i20 N Rally1                        | 10:07.5 | Elfyn Evans         |
| Día 2 (19 de agosto)     | SS3   | Mesen-Middelhoek 1         | 7.99 km   | Ott Tänak                                                             | Hyundai i20 N Rally1                        | 4:23.1  | Elfyn Evans         |
| Día 2 (19 de agosto)     | SS4   | Langemark 1                | 8.95 km   | Elfyn Evans                                                           | Toyota GR Yaris Rally1                      | 4:13.5  | Elfyn Evans         |
| Día 2 (19 de agosto)     | SS5   | Vleteren 2                 | 11.97 km  | Ott Tänak Thierry Neuville                                            | Hyundai i20 N Rally1                        | 6:10.8  | Elfyn Evans         |
| Día 2 (19 de agosto)     | SS6   | Westouter-Boeschepe 2      | 19.60 km  | Thierry Neuville                                                      | Hyundai i20 N Rally1                        | 10:03.6 | Elfyn Evans         |
| Día 2 (19 de agosto)     | SS7   | Mesen-Middelhoek 2         | 7.99 km   | Thierry Neuville                                                      | Hyundai i20 N Rally1                        | 4:18.9  | Thierry Neuville    |
| Día 2 (19 de agosto)     | SS8   | Langemark 2                | 8.95 km   | Thierry Neuville                                                      | Hyundai i20 N Rally1                        | 4:12.6  | Thierry Neuville    |
| Día 3 (20 de agosto)     | SS9   | Reninge 1                  | 15.00 km  | Kalle Rovanperä                                                       | Toyota GR Yaris Rally1                      | 7:48.8  | Ott Tänak           |
| Día 3 (20 de agosto)     | SS10  | Dikkebus 1                 | 14.29 km  | Kalle Rovanperä Esapekka Lappi Elfyn Evans Ott Tänak Thierry Neuville | Toyota GR Yaris Rally1 Hyundai i20 N Rally1 | 7:42.9  | Ott Tänak           |
| Día 3 (20 de agosto)     | SS11  | Wijtschate 1               | 15.00 km  | Thierry Neuville                                                      | Hyundai i20 N Rally1                        | 7:21.1  | Thierry Neuville    |
| Día 3 (20 de agosto)     | SS12  | Hollebeke 1                | 22.32 km  | Thierry Neuville                                                      | Hyundai i20 N Rally1                        | 11:30.9 | Thierry Neuville    |
| Día 3 (20 de agosto)     | SS13  | Reninge 2                  | 15.00 km  | Thierry Neuville                                                      | Hyundai i20 N Rally1                        | 7:51.1  | Thierry Neuville    |
| Día 3 (20 de agosto)     | SS14  | Dikkebus 2                 | 14.29 km  | Elfyn Evans                                                           | Toyota GR Yaris Rally1                      | 7:38.6  | Thierry Neuville    |
| Día 3 (20 de agosto)     | SS15  | Wijtschate 2               | 15.00 km  | Ott Tänak                                                             | Hyundai i20 N Rally1                        | 7:19.2  | Ott Tänak           |
| Día 3 (20 de agosto)     | SS16  | Hollebeke 2                | 22.32 km  | Ott Tänak                                                             | Hyundai i20 N Rally1                        | 11:29.1 | Ott Tänak           |
| Día 4 (21 de agosto)     | SS17  | Watou 1                    | 12.36 km  | Elfyn Evans                                                           | Toyota GR Yaris Rally1                      | 6:18.7  | Ott Tänak           |
| Día 4 (21 de agosto)     | SS18  | Kemmelberg 1               | 13.31 km  | Elfyn Evans                                                           | Toyota GR Yaris Rally1                      | 7:02.8  | Ott Tänak           |
| Día 4 (21 de agosto)     | SS19  | Watou 2                    | 12.36 km  | Ott Tänak                                                             | Hyundai i20 N Rally1                        | 6:18.8  | Ott Tänak           |
| Día 4 (21 de agosto)     | SS20  | Kemmelberg 2 (Power Stage) | 13.31 km  | Kalle Rovanperä                                                       | Toyota GR Yaris Rally1                      | 6:58.6  | Ott Tänak           |
| Fuente: ewrc-results.com |       |                            |           |                                                                       |                                             |         |                     |

### Power stage
El power stage fue una etapa de 13.31 km al final del rally. Se otorgaron puntos adicionales del Campeonato Mundial a los cinco más rápidos.
| Pos. | Piloto           | Copiloto         | Coche                  | Equipo                     | Tiempo | Puntos |
| ---- | ---------------- | ---------------- | ---------------------- | -------------------------- | ------ | ------ |
| 1    | Kalle Rovanperä  | Jonne Halttunen  | Toyota GR Yaris Rally1 | Toyota Gazoo Racing WRT    | 6:58.6 | 5      |
| 2    | Elfyn Evans      | Scott Martin     | Toyota GR Yaris Rally1 | Toyota Gazoo Racing WRT    | +1.1   | 4      |
| 3    | Thierry Neuville | Martijn Wydaeghe | Hyundai i20 N Rally1   | Hyundai Shell Mobis WRT    | +2.9   | 3      |
| 4    | Ott Tänak        | Martin Järveoja  | Hyundai i20 N Rally1   | Hyundai Shell Mobis WRT    | +3.3   | 2      |
| 5    | Takamoto Katsuta | Aaron Johnston   | Toyota GR Yaris Rally1 | Toyota Gazoo Racing WRT NG | +5.5   | 1      |

## Clasificación final
| World Rally Championship   | World Rally Championship                                      | World Rally Championship                                             | World Rally Championship | World Rally Championship   | World Rally Championship | World Rally Championship | World Rally Championship |
| Pos.                       | Piloto                                                        | Copiloto                                                             | Automóvil                | Equipo                     | Neumático                | Tiempo                   | Puntos                   |
| -------------------------- | ------------------------------------------------------------- | -------------------------------------------------------------------- | ------------------------ | -------------------------- | ------------------------ | ------------------------ | ------------------------ |
| 1                          | Ott Tänak                                                     | Martin Järveoja                                                      | Hyundai i20 N Rally1     | Hyundai Shell Mobis WRT    | P                        | 2:25:38.9                | 25                       |
| 2                          | Elfyn Evans                                                   | Scott Martin                                                         | Toyota GR Yaris Rally1   | Toyota Gazoo Racing WRT    | P                        | +5.0                     | 18                       |
| 3                          | Esapekka Lappi                                                | Janne Ferm                                                           | Toyota GR Yaris Rally1   | Toyota Gazoo Racing WRT    | P                        | +1:41.6                  | 15                       |
| 4                          | Oliver Solberg                                                | Elliott Edmondson                                                    | Hyundai i20 N Rally1     | Hyundai Shell Mobis WRT    | P                        | +3:28.5                  | 12                       |
| 5                          | Takamoto Katsuta                                              | Aaron Johnston                                                       | Toyota GR Yaris Rally1   | Toyota Gazoo Racing WRT NG | P                        | +6:06.1                  | 10                       |
| 6                          | Stéphane Lefebvre                                             | Andy Malfoy                                                          | Citroën C3 Rally2        | Stéphane Lefebvre          | P                        | +10:00.7                 | 8                        |
| 7                          | Andreas Mikkelsen                                             | Torstein Eriksen                                                     | Škoda Fabia Rally2 Evo   | Toksport WRT               | P                        | +10:03.8                 | 6                        |
| 8                          | Yohan Rossel                                                  | Valentin Sarreaud                                                    | Citroën C3 Rally2        | PH Sport                   | P                        | +10:54.8                 | 4                        |
| 9                          | Chris Ingram                                                  | Craig Drew                                                           | Škoda Fabia Rally2 Evo   | Chris Ingram               | P                        | +11:20.8                 | 2                        |
| 10                         | [[Archivo:ANA flag (2017).svg\|border\|20px]] Nikolay Gryazin | [[Archivo:ANA flag (2017).svg\|border\|20px]] Konstantin Aleksandrov | Škoda Fabia Rally2 Evo   | Toksport WRT 2             | P                        | +11:26.8                 | 1                        |
| World Rally Championship 2 |                                                               |                                                                      |                          |                            |                          |                          |                          |
| 1 (6.)                     | Stéphane Lefebvre                                             | Andy Malfoy                                                          | Citroën C3 Rally2        | Stéphane Lefebvre          | P                        | 2:35:39.6                | 25                       |
| 2 (7.)                     | Andreas Mikkelsen                                             | Torstein Eriksen                                                     | Škoda Fabia Rally2 Evo   | Toksport WRT               | P                        | +3.1                     | 18                       |
| 3 (8.)                     | Yohan Rossel                                                  | Valentin Sarreaud                                                    | Citroën C3 Rally2        | PH Sport                   | P                        | +1:09.1                  | 15                       |
| 4 (9.)                     | Chris Ingram                                                  | Craig Drew                                                           | Škoda Fabia Rally2 Evo   | Chris Ingram               | P                        | +1:35.1                  | 12                       |
| 5 (11.)                    | Grégoire Munster                                              | Louis Louka                                                          | Hyundai i20 N Rally2     | Grégoire Munster           | P                        | +1:43.2                  | 10                       |
| 6 (12.)                    | Vincent Verschueren                                           | Filip Cuvelier                                                       | Volkswagen Polo GTI R5   | Vincent Verschueren        | P                        | +3:39.4                  | 8                        |
| 7 (15.)                    | Sébastien Bedoret                                             | François Gilbert                                                     | Škoda Fabia Rally2 Evo   | Sébastien Bedoret          | P                        | +3:39.4                  | 6                        |
| 8 (16.)                    | Armin Kremer                                                  | Timo Gottschalk                                                      | Škoda Fabia Rally2 Evo   | Armin Kremer               | P                        | +5:42.6                  | 4                        |
| 9 (17.)                    | Freddy Loix                                                   | Pieter Tsjoen                                                        | Škoda Fabia Rally2 Evo   | Freddy Loix                | P                        | +6:06.7                  | 2                        |
| 10 (18.)                   | Davy Vanneste                                                 | Kris D'alleine                                                       | Citroën C3 Rally2        | Davy Vanneste              | P                        | +7:33.4                  | 1                        |
| World Rally Championship 3 |                                                               |                                                                      |                          |                            |                          |                          |                          |
| 1 (34.)                    | Jan Černý                                                     | Tom Woodburn                                                         | Ford Fiesta Rally3       | Jan Černý                  | P                        | 2:53:14.2                | 25                       |
| 2 (51.)                    | Zoltán László                                                 | Tamás Kürti                                                          | Ford Fiesta Rally3       | Zoltán László              | P                        | +10:41.8                 | 18                       |
| 3 (69.)                    | Enrico Brazzoli                                               | Manuel Fenoli                                                        | Ford Fiesta Rally3       | Enrico Brazzoli            | P                        | +1:52:46.9               | 15                       |
| Fuente: ewrc-results.com   |                                                               |                                                                      |                          |                            |                          |                          |                          |

## Clasificaciones tras el rally
| Posición | Piloto           | Puntos | Cambios de posición |
| -------- | ---------------- | ------ | ------------------- |
| 1        | Kalle Rovanperä  | 203    | Sin cambios         |
| 2        | Ott Tänak        | 131    | Sin cambios         |
| 3        | Elfyn Evans      | 116    | Crecimiento         |
| 4        | Thierry Neuville | 106    | Decrecimiento       |
| 5        | Takamoto Katsuta | 92     | Sin cambios         |

| Posición | Equipo                     | Puntos | Cambios de posición |
| -------- | -------------------------- | ------ | ------------------- |
| 1        | Toyota Gazoo Racing WRT    | 381    | Sin cambios         |
| 2        | Hyundai Shell Mobis WRT    | 293    | Sin cambios         |
| 3        | M-Sport Ford WRT           | 188    | Sin cambios         |
| 4        | Toyota Gazoo Racing WRT NG | 100    | Sin cambios         |